# Alda Merini
Alda Giuseppina Angela Merini (Milano, 21 marzo 1931 – Milano, 1º novembre 2009) è stata una poeta, aforista e scrittrice italiana.
(Alda Merini, La pazza della porta accanto)

## La sua vita

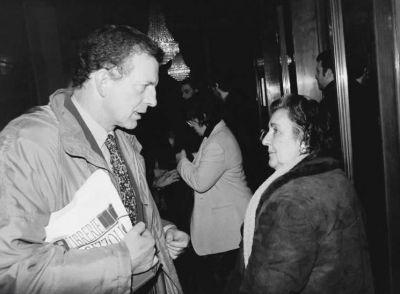
Alda Merini con Aldo Busi

Alda Merini nasce il 21 marzo 1931 a Milano in viale Papiniano n. 57, all'angolo con via Fabio Mangone. Il padre, Nemo Merini, originario di Brunate, primogenito degli otto figli di Giovanni (un conte comasco diseredato per aver sposato una contadina), è impiegato di concetto presso le assicurazioni "Vecchia Mutua Grandine ed Eguaglianza", precisamente nella società affiliata denominata "Il Duomo"; la madre, Emilia Painelli, è casalinga. Alda è secondogenita di tre figli, tra Anna (1926), ed Ezio (1943), che la scrittrice fa comparire, sia pure con un certo distacco, nelle sue poesie. Della sua infanzia si conosce quello che lei stessa scrisse in brevi note autobiografiche in occasione della seconda edizione dell'Antologia dello Spagnoletti: "ragazza sensibile e dal carattere malinconico, piuttosto isolata e poco compresa dai suoi genitori ma molto brava ai corsi elementari: ... perché lo studio fu sempre una mia parte vitale".
Alda vive tra un padre colto, affettuoso, dolce e attento che a cinque anni le regala un vocabolario e che le spiega le parole tenendola sulle ginocchia, e una madre severa, pragmatica, distante e altera, che tenta invano di proibirle di leggere i libri della biblioteca paterna in quanto vede per lei un futuro esclusivamente di moglie e madre. Emilia Painelli inoltre, quando la figlia, studente elementare, ha una crisi mistica, porta il cilicio, partecipa continuamente alle messe presso la vicina basilica di San Vincenzo in Prato e vuole farsi monaca, inizialmente scambia il suo malessere interiore per esteriore, e la riempie di vitamine. Poi, per farle passare l'impeto vocazionale, contatta la maestra per stabilire uno speciale ritiro scolastico. La figlia si vendica facendo dispetto all'alta considerazione dello status di famiglia che ha la madre: va a mendicare vestita di stracci, come se fosse di famiglia povera, per giunta dicendo di essere orfana. La madre la punisce con percosse.
Dopo aver terminato il ciclo elementare con voti molto alti, è però il padre che le impone di frequentare i tre anni di avviamento al lavoro presso l'Istituto Professionale Femminile Mantegazza, in via Ariberto.
Nel 1943, dopo un coprifuoco trascorso nel rifugio antiaereo, la famiglia trova la casa distrutta da un bombardamento. Mentre il padre resta a Milano con la figlia maggiore, lei, la madre e il piccolo Ezio trovano un carro bestiame che va a Vercelli, dove vive una zia che li sistema in un cascinale, per ben tre anni; ricongiunta la famiglia e tornati a Milano a piedi, prendono possesso di un monolocale trovato vuoto, precedentemente abitato da uno straccivendolo.
Alda tenta in seguito di essere ammessa al liceo ginnasio Alessandro Manzoni, ma non riesce in quanto non supera la prova di italiano. Nello stesso periodo si dedica allo studio del pianoforte, strumento da lei particolarmente amato. Esordisce come autrice a 15 anni. Attraverso una sua insegnante delle medie, Silvana Rovelli, cugina di Ada Negri, fu presentata ad Angelo Romanò che, apprezzandone le doti letterarie, la mise in contatto con Giacinto Spagnoletti, il quale divenne la sua guida, valorizzandone il talento. La quindicenne torna a casa con una recensione di una sua poesia scritta da Spagnoletti; emozionatissima la mostra all'amato padre, che però non gradisce.
Nel 1947, la Merini viene internata per un mese nella clinica Villa Turro a Milano, dove le viene diagnosticato un disturbo bipolare. Quando ne esce alcuni amici le sono vicini e Giorgio Manganelli, conosciuto a casa di Spagnoletti, con il quale inizia una relazione, insieme con Luciano Erba e David Maria Turoldo la indirizza verso gli psicoanalisti Fornari e Musatti.
Giacinto Spagnoletti sarà il primo a pubblicarla nel 1950, nell'Antologia della poesia italiana contemporanea 1909-1949, con le liriche Il gobbo, datata 22 dicembre 1948, e Luce, del 22 dicembre 1949, a lui dedicata. Nel 1951, su suggerimento di Eugenio Montale e di Maria Luisa Spaziani, l'editore Giovanni Scheiwiller pubblica due poesie inedite dell'autrice in Poetesse del Novecento. Dal 1950 al 1953 frequenta per lavoro e per amicizia Salvatore Quasimodo. Terminata la difficile relazione con Giorgio Manganelli, il 9 agosto 1953 sposa Ettore Carniti, operaio e sindacalista, in seguito proprietario di alcune panetterie di Milano. Nello stesso anno esce, presso l'editore Schwarz, il primo volume di versi intitolato La presenza di Orfeo. Nel 1955 esce la seconda raccolta di versi, intitolata Paura di Dio, con le poesie scritte dal 1947 al 1953, alla quale fa seguito Nozze romane.
Nasce nel 1955, poco tempo dopo l'improvvisa morte per infarto del padre, la prima figlia, Emanuela. Al suo pediatra, Pietro De Pascale, dedicherà la raccolta di versi Tu sei Pietro, pubblicata nel 1962 dall'editore Scheiwiller. Nel 1957 nasce la secondogenita Flavia. Dopo la pubblicazione di Tu sei Pietro inizia per lei un difficile periodo di silenzio e di isolamento, dovuto all'internamento nell'ospedale psichiatrico "Paolo Pini", che va dal 1964 fino al 1972, con alcuni ritorni in famiglia, durante i quali nascono altre due figlie, Barbara e Simona, che saranno affidate ad altre famiglie. Si alterneranno in seguito periodi di salute e malattia, probabilmente dovuti al disturbo bipolare. 
Figura di riferimento per gli anni che trascorse in manicomio fu il neuropsichiatra Enzo Gabricci, di cui lei parla nel libro "diario di una diversa" e anche in "lettere al dottor G.". 
“Un giorno un medico comparve nella nostra sala. Era ben vestito, aveva modi educati, e mi guardò a lungo. Era anche un bel uomo. Mi domandò chi fossi. Ma non gli risposi. “Vuoi venire nel mio studio?” mi disse. Io annuii e cominciò la cosiddetta “psicoterapia”, fatta con lui e con estremo amore da parte di quell’uomo, che forse fu il mio salvatore. Certo nei momenti di maggiore angoscia mi rifacevo alla psicoanalisi, e molto mi ha aiutato la simbologia Freudiana a dipanare le mie situazioni, i miei fatti inconsci. Ma molto mi aiutò il dottor G. che con la sua terapia della non violenza dava all‘ ammalato la sensazione di poter essere ancora vivo, o di potere almeno accedere a quella specie di autenticità del vivere, cui, di fatto, il malato solitamente aspira… Era questo dottore, uno che cercava in ogni modo di spiegarmi in simboli; anzi di chiarire i simboli che passavano e si mimetizzavano nella mia mente. Un giorno senza che io avessi detto mai niente del mio scrivere, mi aperse lo studio e mi fece una sorpresa: “Vedi disse quella cosa là? È una macchina da scrivere. È per te per quando avrai voglia di dire le cose tue”. Io rimasi imbarazzata e confusa… Quando avevo scritto il mio nome lo guardai sbalordita. Ma lui con fare molto paterno, incalzò: “Vai, vai, scrivi”. Allora mi misi silenziosamente alla scrivania e cominciai: “Rivedo le tue lettere d’amore… Il dottor G. si avvicinò a me e dolcemente mi sussurrò in un orecchio. Questa poesia è vecchia. Ne voglio delle nuove”. E gradatamente, giorno per giorno, ricominciarono a fiorirmi i versi nella memoria, finchè ripresi in pieno la mia attività poetica. Questo lavoro di recupero durò circa due anni.”

### La Terra Santa

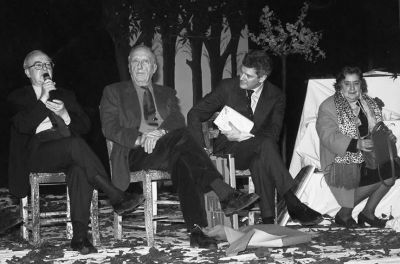
Alda Merini con Vanni Scheiwiller, Enrico Baj e Alain Elkann

Nel 1979 riprende a scrivere, dando il via ai suoi testi più intensi sulla drammatica e sconvolgente esperienza dell'ospedale psichiatrico, testi contenuti in quello che può essere inteso, come scrive Maria Corti "il suo capolavoro": La Terra Santa, con il quale vincerà nel 1993 il Premio Librex Montale. Ma le pene della scrittrice continuano: il 7 luglio 1983 muore il marito; rimasta sola e ignorata dal mondo letterario, cerca inutilmente di diffondere i propri versi. Racconta Maria Corti che lei stessa si era recata presso i maggiori editori italiani senza alcun successo fintanto che, nel 1982, dopo aver raccontato a Paolo Mauri la sua amarezza, quest'ultimo le offrì uno spazio sulla sua rivista per trenta poesie da pubblicare sul nº 4, inverno 1982 - primavera 1983, che, insieme con lei, aveva scelto da un dattiloscritto di un centinaio di testi; in seguito, insieme con l'editore Vanni Scheiwiller, avrebbero aggiunto altre dieci liriche, e nel 1984 veniva dato alla stampa La Terra Santa.

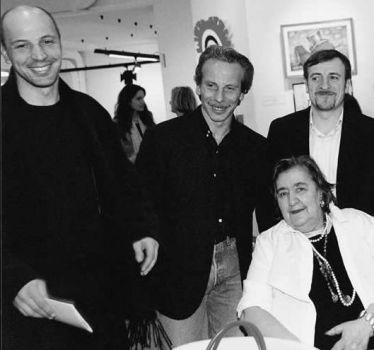
Alda Merini con il trio comico Aldo, Giovanni e Giacomo

In quel periodo affitta una camera della propria abitazione a un pittore di nome Charles, iniziando a comunicare telefonicamente con l'anziano poeta Michele Pierri, che, in quel difficile periodo di ritorno nel mondo letterario, aveva dimostrato di apprezzare le sue poesie. Nell'ottobre del 1984 sposa Michele e vanno a vivere a Taranto. È curata e protetta dal marito, che prima di andare in pensione era un medico, ex primario di cardiologia all'ospedale SS. Annunziata. In questo periodo, scrive le venti poesie-ritratti de La gazza ladra, probabilmente risalenti al 1985, inedite fino al volume Vuoto d'amore, oltre alcuni testi per Pierri. Sempre a Taranto porta a termine L'altra verità. Diario di una diversa.

### L'altra verità. Diario di una diversa
(Alda Merini, da L'altra verità. Diario di una diversa)
Nel luglio del 1986 fa ricorso alle cure del reparto di neurologia dell'Ospedale di Taranto, i cui medici la conoscono poiché il marito l'aveva fatta visitare in precedenza ottenendone un quadro ben soddisfacente. Avendo fatto ritorno a Milano in preda a una forte crisi per la malattia terminale del marito (che morirà nel gennaio 1988), inizia una terapia con la dottoressa Marcella Rizzo, alla quale dedica più di una poesia. Nello stesso anno riprende a scrivere e a incontrare i vecchi amici, tra cui Vanni Scheiwiller, che le pubblica "L'altra verità. Diario di una diversa", il suo primo libro in prosa al quale seguiranno Fogli bianchi nel 1987, La volpe e il sipario (1997) e Testamento (1988). Nel 1987 è finalista nel premio letterario Premio Bergamo.

### Caffè sui Navigli

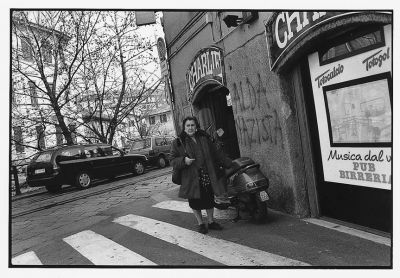
Alda Merini mentre si reca al Caffè Chimera di Milano

Sono questi anni fecondi dal punto di vista letterario e di conquista di una certa serenità. Nell'inverno del 1989 la poetessa frequenta il caffè-libreria Chimera, situato poco lontano dalla sua abitazione sui Navigli, e offre agli amici del caffè i suoi dattiloscritti. Sarà in questo periodo che nasceranno libri come Delirio amoroso (1989) e Il tormento delle figure (1990). Negli anni seguenti diverse pubblicazioni consolidano il ritorno sulla scena letteraria. Nel 1991 escono Le parole di Alda Merini e Vuoto d'amore a cui fa seguito nel 1992 Ipotenusa d'amore; nel 1993 viene dato alle stampe La palude di Manganelli o il monarca del re, il volumetto Aforismi, con fotografie di Giuliano Grittini e Titano amori intorno. È questo l'anno in cui le viene assegnato il Premio Librex Montale per la Poesia, premio che la consacra tra i grandi letterati contemporanei e la accosta a scrittori come Giorgio Caproni, Attilio Bertolucci, Mario Luzi, Andrea Zanzotto, Franco Fortini.

### Reato di vita.Autobiografia e poesia
Nel 1994 vede la luce il volume Sogno e Poesia, da L'incisione di Corbetta, con venti incisioni di altrettanti artisti contemporanei. Nel 1995 viene pubblicato da Bompiani il volume La pazza della porta accanto e da Einaudi Ballate non pagate (Premio Viareggio). Il musicista pugliese Vincenzo Mastropirro musica alcune liriche tratte da Ballate non pagate (Einaudi editore). Sempre nel 1994 esce nelle Edizioni Melusine Reato di vita, autobiografia e poesia.
Nel luglio 1995 viene accettata la sua richiesta di poter usufruire del fondo destinato agli artisti che vivono in precarie condizioni economiche previsto dalla Legge Bacchelli, dati i debiti accumulati dall'autrice. Per cinque anni le era stato rifiutato a causa delle due pensioni che già riceveva.
Nel 1996 esce il volume La vita facile; nel 1997, le viene assegnato il Premio Procida-Isola di Arturo-Elsa Morante, per L'altra verità. Diario di una diversa.

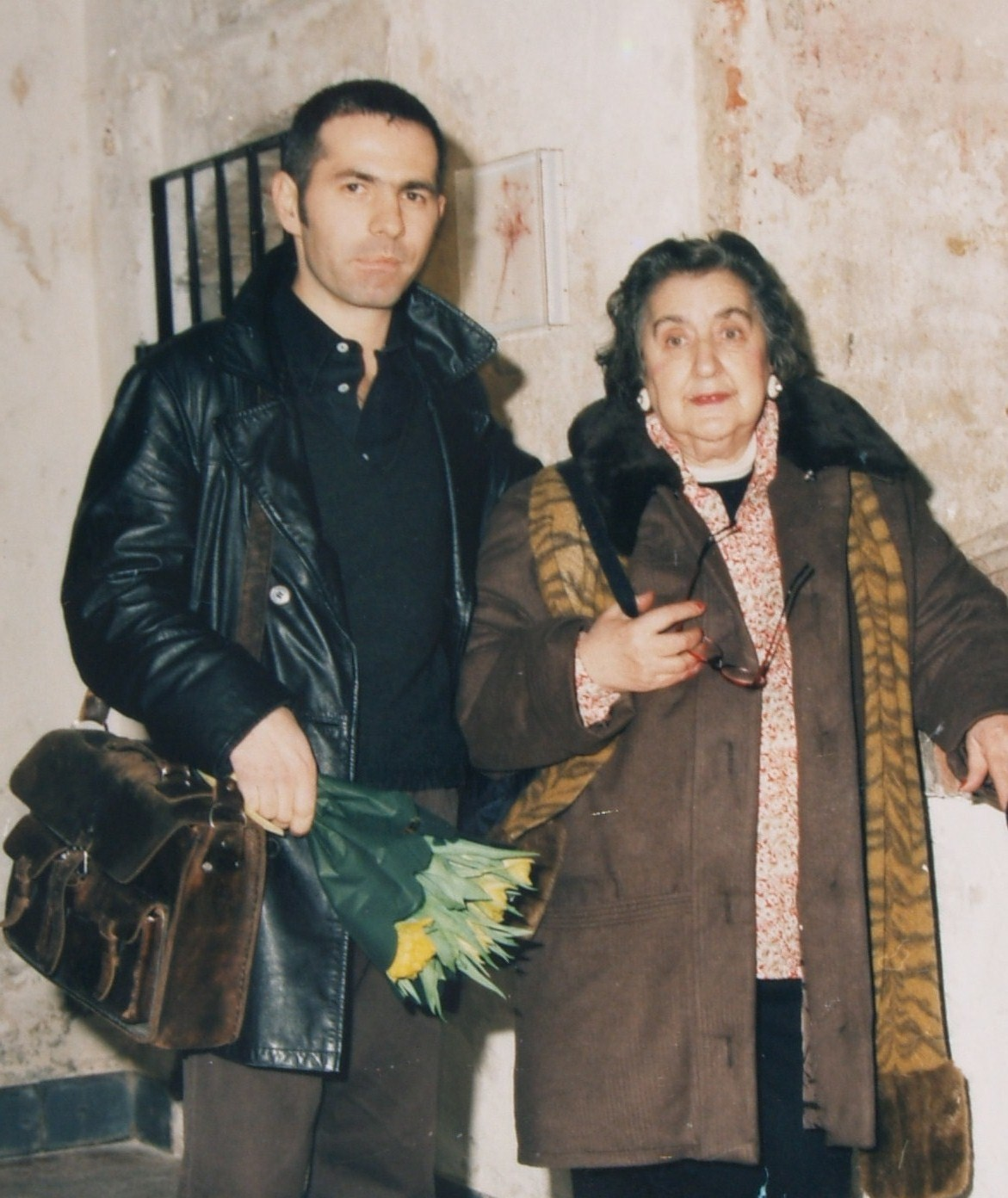
Alda Merini con l'artista Giovanni Bonaldi

Risale al 1996 anche la pubblicazione di un libretto edito da La Vita Felice intitolato Un'anima indocile, composto da poesie vecchie e nuove, da un diario-confessione, da brevi racconti e da un'intervista fatta all'autrice. Nello stesso anno conosce l'artista bergamasco Giovanni Bonaldi col quale stringe una forte e sincera amicizia e una stretta collaborazione per la pubblicazione di diversi libri d'artista. Nel 1997 viene pubblicata dall'editore Girardi la raccolta di poesie La volpe e il sipario, con illustrazioni di Gianni Casari, dove è più che mai evidente la tecnica della poesia spontanea in forma orale e che altri trascrivono.
Si assiste pertanto, nell'autrice, al fenomeno di un'oralità che conduce sempre più verso testi assai brevi e, infine, all'aforisma. Nel novembre dello stesso anno viene pubblicato, con le edizioni dell'Ariete, il libro, Curva di fuga e presentato da lei presso il Castello Sforzesco di Soncino, in occasione del conferimento della cittadinanza onoraria alla poetessa milanese. Sempre nel 1997 Bonaldi illustra con cinque disegni una raccolta di poesie ed epigrammi dal titolo Salmi della gelosia, stampata dalle edizioni dell'Ariete.
Un altro libro d'artista con copertina in metallo, accompagna, nel giugno del 1997, i lavori di Giovanni Bonaldi, esposti alla Galleria ArsMedia di Bergamo, in occasione della prima mostra personale dal titolo Certificazioni d'esistenza, presentata da Riccardo Barletta, dalla stessa poetessa e Lucio Del Pezzo. Dal 1997 al 1999 è ospite per tre edizioni consecutive al Premio Città di Recanati in occasione del quale legge alcuni versi di Giacomo Leopardi da L'infinito. Nel 1999 le edizioni Pulcinoelefante pubblicano 21 febbraio contenente una sua poesia e un'incisione di Bonaldi con intervento tattile.

### Aforismi e magie
Sono questi gli anni in cui la sua produzione aforistica diventa molto ricca, come testimonia nel 1997 "Il Catalogo Generale delle Edizioni Pulcinoelefante", edito da Scheiwiller. I suoi minitesti risultano essere più di cinquecento. Nel 1999 in Aforismi e magie, pubblicato da Rizzoli, viene raccolto per la prima volta il meglio di quel genere. Il volume viene illustrato dai disegni di Alberto Casiraghi, suo amico, poeta ed editore che ha sollecitato, raccolto e accompagnato con i suoi piccoli libri "Pulcinoelefante", questa nuova vocazione. È questo il periodo in cui viene insignita del titolo di vincitrice honoris causa del Concorso Nazionale Garzanti. La collaborazione con i piccoli editori - che comprendono, oltre Pulcinoelefante, lo Zanetto, La Vita Felice, il Melangolo e altri - ha portato ad altri "minitesti" come, tra gli ultimi pubblicati, Lettera ai figli, edito da Michelangelo Camelliti per l'edizione Lietocollelibri e illustrato da otto disegni onirici e surreali di Alberto Casiraghi. Da ricordare il volume edito da l'Incisione, Alda Merini, che contiene poesie inedite della poetessa e disegni dell'artista Aligi Sassu, opere stampate su torchio in litografia e serigrafia.

### La sua vita, più bella della poesia
Nel 2000 esce nell'edizione Einaudi, Superba è la notte, un volume risultato di un lavoro minuzioso compiuto su numerose poesie inviate all'editore Einaudi e ad Ambrogio Borsani. I versi che compongono la raccolta sono stati scritti dal 1996 al 1999. Non essendo stato possibile dare al materiale un ordine cronologico i curatori si sono basati sull'omogeneità tematica e stilistica complessiva dell'opera. Per l'editore Gabriele Mazzotta, insieme con Alberto Fiz, cura il catalogo della mostra di Giovanni Bonaldi dal titolo Il peso non dorme. Sempre in questo anno le edizioni Il dodecaedro di Leonardo di Milano pubblicano una sua poesia inedita con un'incisione di Bonaldi dal titolo Splenduisti et vocasti. Inoltre, legge una delle sue poesie per Canzone per Alda Merini che Roberto Vecchioni le dedica nell'album Canzoni e cicogne.
Tra il 2001 e il 2002 viene pubblicato in quaranta esemplari, dalle edizioni Lo Sciamano, un ulteriore libro d'artista dal titolo Amore di carta che raccoglie cinque incisioni di Giovanni Bonaldi e nove poesie inedite della poetessa. Nel 2001 posa seminuda (fotografia di Giuliano Grittini) per la copertina dell'album Canto di Spine - versi italiani del '900 in forma canzone degli Altera, nel quale sono messe in musica composizioni sue ("Il canto", da "Ballate non pagate") e di altri grandi poeti del Novecento.
Nel 2002 viene stampato dall'editore Salani un volumetto dal titolo Folle, folle, folle d'amore per te, con un pensiero di Roberto Vecchioni e nel 2003 la Einaudi Stile Libero pubblica un cofanetto con videocassetta e testo dal titolo Più bella della poesia è stata la mia vita.
Nel 2007 l'autrice, con Alda e Io, Favole, scritto a quattro mani con il favolista Sabatino Scia, vince il Premio Elsa Morante Ragazzi. Il 17 ottobre 2007 ottiene la laurea honoris causa in "Teorie della comunicazione e dei linguaggi" presso la Facoltà di Scienze della Formazione dell'Università degli Studi di Messina, tenendo una lectio magistralis sui meandri tortuosi del suo vissuto.

### Una donna sul palcoscenico
Nel 2009 esce il documentario Alda Merini, una donna sul palcoscenico, del regista Cosimo Damiano Damato, presentato alle Giornate degli Autori della 66ª Mostra internazionale d'arte cinematografica di Venezia. Il film, prodotto da Angelo Tumminelli per la Star Dust International srl di Roma, vede la partecipazione di Mariangela Melato e le fotografie di Giuliano Grittini. Dall'incontro del regista con la poetessa nasce una grande amicizia e tante poesie inedite inserite nel documentario.

### La fase mistica
Molto importante è il carattere mistico della sua più recente poetica, che è connessa alla prima vena creativa con cui esordì e che aveva in sé una forte componente di misticismo. Ambrogio Borsani, nel volume, Il suono dell'ombra, edito da Mondadori e che rappresenta la raccolta più completa della sua opera, cita una lettera indirizzata alla giovanissima Alda da una suora in cui quest'ultima risponde a una richiesta della poetessa di poter entrare in convento e prendere i voti. È dall'incontro e dall'amicizia con Arnoldo Mosca Mondadori che questa «vena» viene di nuovo stimolata, e nascono una serie di libri editi da Frassinelli che hanno come filo conduttore la mistica della poetessa. Mosca Mondadori le proponeva una serie di temi di carattere spirituale, ne raccoglie e cura i versi: il primo libro pubblicato è L'anima innamorata (2000), cui seguono testi sempre di carattere religioso, tre dei quali (Corpo d'amore, Poema della croce, Francesco, canto di una creatura), introdotti da monsignor Gianfranco Ravasi.
Nel 2002 viene pubblicato Magnificat, un incontro con Maria, corredato da disegni di Ugo Nespolo e rappresentato nel 2006 con Valentina Cortese al Teatro Lauri Rossi di Macerata per lo Sferisterio Opera Festival, nel 2003 La carne degli Angeli, con venti opere inedite di Domenico Paladino; poi Corpo d'amore (2004) con le opere di Luca Pignatelli, Poema della Croce (2005), Cantico dei Vangeli (2006), Francesco, canto di una creatura (2007), Mistica d'amore (2008), Padre mio (2009). Di questo lavoro avvenuto tra il 1997 e il 2009 sono viva testimonianza le registrazioni, raccolte nel libro e nel documentario Eternamente vivo (Frassinelli editore, regia di Daniele Pignatelli, a cura di Arnoldo Mosca Mondadori), grazie a cui è possibile ascoltare la sua voce dal vivo mentre crea i propri versi.

### Clinica dell'abbandono
Nel 2003 e 2004 viene pubblicato da Einaudi Clinica dell'abbandono, con l'introduzione di Ambrogio Borsani e uno scritto di Vincenzo Mollica. Il libro è diviso in due sezioni: la prima, Poemi eroici, che comprende versi scritti alla fine degli anni novanta, la seconda, Clinica dell'abbandono, che raccoglie i versi degli ultimi anni. Questo volume riproduce, con alcune aggiunte, il testo del cofanetto con videocassetta Più bella della poesia è stata la mia vita. Nel febbraio del 2004 viene ricoverata all'Ospedale San Paolo di Milano per problemi di salute. Da tutta Italia vengono inviate e-mail a sostegno di un appello lanciato da un amico della scrittrice che richiede aiuto economico. Sorgono numerosi blog telematici e siti internet nei quali viene richiesto l'intervento del sindaco di Milano Gabriele Albertini. La scrittrice ritorna successivamente nella propria casa di Porta Ticinese.

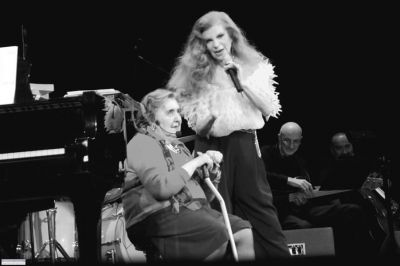
Alda Merini e Milva durante la serata al Teatro Strehler di Milano del 2004

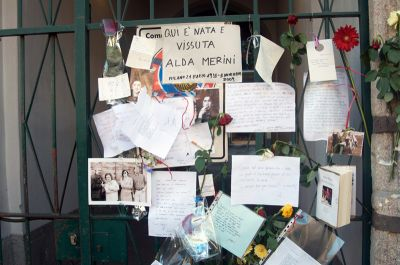
Biglietti di saluto e cordoglio appesi dagli ammiratori al cancello dell'abitazione di Alda Merini dopo la sua scomparsa

Nel marzo del 2004 esce l'album intitolato Milva canta Merini, che contiene undici motivi cantati da Milva tratti dalle sue poesie, più una traccia cd rom. L'autore delle musiche è Giovanni Nuti. Il 21 marzo, presente la stessa poetessa, in occasione del suo settantatreesimo compleanno, viene eseguito un recital al Teatro Strehler di Milano, in occasione della presentazione del disco; il disco venne riproposto poi con successo nello stesso teatro per un ciclo di serate musicali nel maggio 2005, sempre con la presenza della poetessa sul palco. Durante l'estate 2004 molte sono state le iniziative sorte per far conoscere in maniera più diffusa la sua poesia.
Si cita ad esempio l'incontro che si tenne il 21 luglio di quell'anno al Teatro Romano dal titolo Ebrietudine, omaggio ad Alda Merini, sei cantate composte da Federico Gozzelino su sue poesie. Nel 2005 pubblica con Giovanni Nuti l'album Poema della croce opera sacra tratta dall'omonimo testo religioso. Il 13 ottobre 2006 l'opera viene rappresentata nel Duomo di Milano con Giovanni Nuti voce solista e Alda recitante nel ruolo di Maria. Insieme con Nuti porta in scena il Poema della croce altre 16 volte in tutta Italia. Nel 2007 esce l'album Rasoi di seta, che contiene ventuno poesie-canzoni musicate e interpretate da Nuti, tra cui nove poesie inedite e otto brani con la voce recitante della poetessa.
Alla fine del 2005 esce per Crocetti Editore Nel cerchio di un pensiero (teatro per voce sola) raccolta nata dalle sue dettature telefoniche a Marco Campedelli. Vengono riportate 53 poesie, quasi tutte inedite e curate nella edizione da Roberto Fattore, Luca Bragaja, lo stesso Marco Campedelli e Massimo Natale. Per sottolineare la natura orale e orfica dei componimenti è stato scelto di non inserire segni di interpunzione tra e nei versi. Del 2005 è anche la raccolta Le briglie d'oro. Poesie per Marina 1984-2004, edita da Scheiwiller. Nel 2006 si avvicina al genere noir con La nera novella, edita da Rizzoli. Del 2008 è la pubblicazione del libro in prosa sotto forma epistolare intitolato Lettere al dottor G edito da Frassinelli, a cura di Arnoldo Mosca Mondadori.

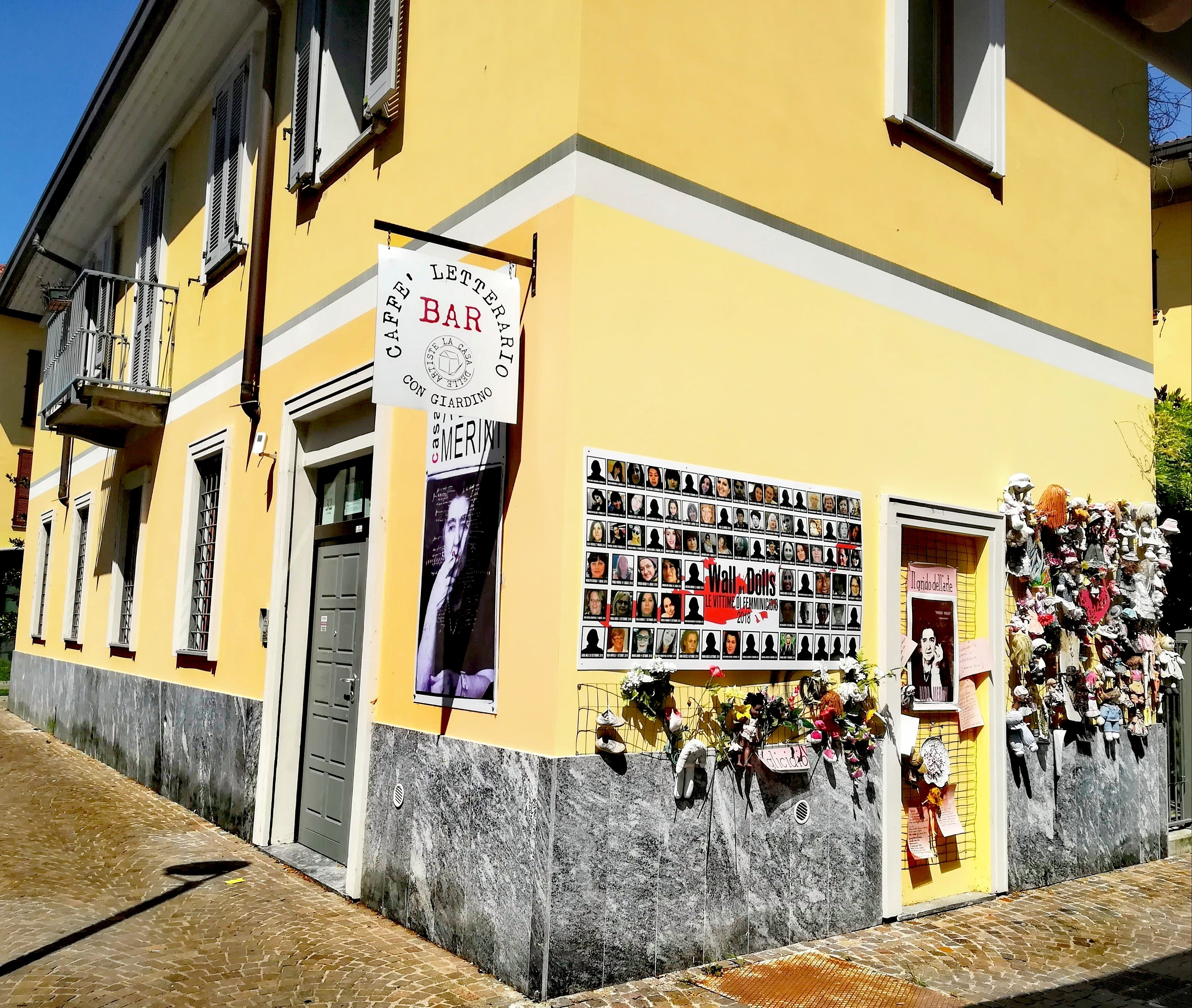
Casa-Museo Alda Merini, abitazione situata in via Magolfa 32

### Morte, opere e omaggi postumi
Morì il 1º novembre 2009, all'età di 78 anni, a causa di un tumore osseo (sarcoma) all'Ospedale San Paolo di Milano: quella sera sotto l'ospedale, un piccolissimo gruppo di artisti milanesi, tra cui Ezio Pedroni, si radunarono per renderle omaggio. Lo stesso 1º novembre, presto di mattina, le era stato somministrato il sacramento dell'unzione degli infermi da fra' Gianluigi Pasquale dell'Ordine dei Frati Minori Cappuccini. Dopo l'allestimento della camera ardente, aperta il 2 e il 3, i funerali di Stato furono celebrati nel pomeriggio del 4 novembre nel Duomo di Milano.
 Nel 2010 esce postumo l'album Una piccola ape furibonda – Giovanni Nuti canta Alda Merini, contenente undici brani (otto poesie inedite) e una "traccia fantasma" con Alda Merini che canta con Giovanni Nuti Prima di venire. Nel marzo 2010 il Comune di Milano appone una targa sul muro dell'abitazione della poetessa sui Navigli. Il 27 novembre dello stesso anno viene organizzata una conferenza in onore della poetessa, al Museo della mente - Santa Maria della Pietà in Roma, condotta da Niccolò Carosi e ideata da Marco Della Porta. L'iniziativa viene poi ripresa dalla Università degli Studi di Roma "La Sapienza" nel progetto "I Folli".
Venne tumulata nel Cimitero Monumentale di Milano, nella Cripta del Famedio.

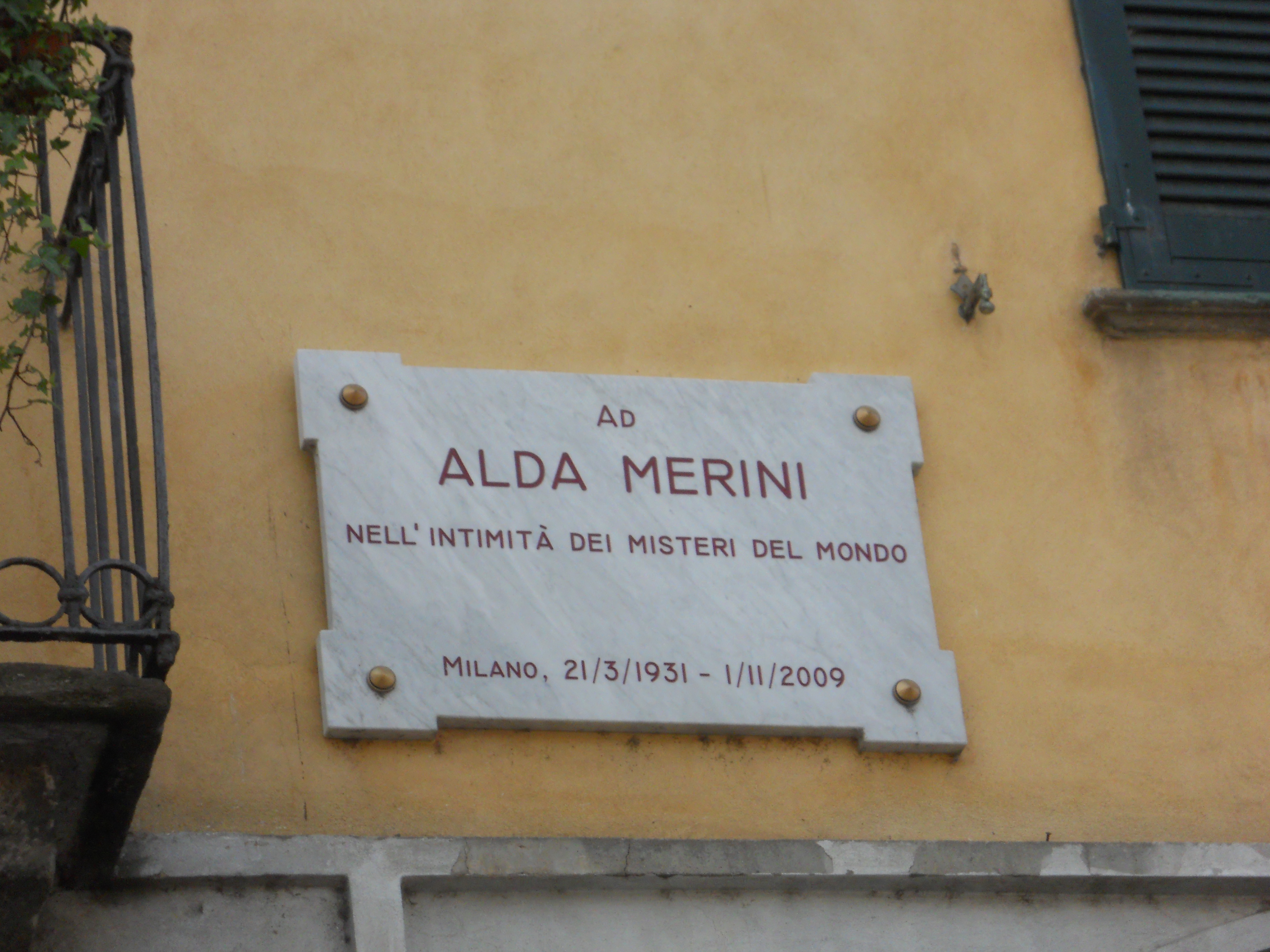
Targa apposta sulla casa sui Navigli di Alda Merini

## Musica
- 2001: Canto di spine - versi italiani del '900 in forma canzone, album degli Altera dedicato alla poesia cantata: Alda Merini suona il tema del film "Johnny Guitar" al piano e recita la sua poesia "Il canto" all'inizio del brano omonimo cantato (ospiti Franz Di Cioccio PFM e Paolo Fresu).
- 2004: Milva canta Merini, album della cantante italiana Milva. Musica di Giovanni Nuti.
- 2005 Poema della croce, Cantata per voce solista, coro e orchestra, Alda Merini e Giovanni Nuti, Milano, Sagapò.
- 2007 Rasoi di seta, Giovanni Nuti canta Alda Merini, Milano, Sagapò-Sony playstation 19 BMG.
- 2010 Una piccola ape furibonda, Giovanni Nuti canta Alda Merini, Milano, Sagapò-Egea.
- 2015: Dio, brano di Francesco Trocchia per coro femminile e pianoforte - testo di Alda Merini (da Francesco 2007)
- 2017 Accarezzami musica - Il Canzoniere di Alda Merini - cofanetto con 6 CD e 1 DVD con 2 novità: doppio album Il muro degli angeli (duetti di Giovanni Nuti con 29 artisti) e il DVD Poema della croce, live nel Duomo di Milano, Milano, Sagapò-Nar International

OPERE
- La presenza di Orfeo, Schwarz, Milano, 1953. Campionario n. 5, Collana di Poesia, diretta da Giacinto Spagnoletti.
- Paura di Dio, All'Insegna del Pesce d'Oro, Milano, 1955.
- Nozze romane, Schwarz, Milano, 1955. Dialoghi col Poeta, n. 13.
- La pazza della porta accanto, Bompiani, Milano, 1995.
- Tu sei Pietro. Anno 1961, All'Insegna del Pesce d'Oro, Milano, 1962, Lunario, fuori serie, n. 7.
- Destinati a morire. Poesie vecchie e nuove, Lalli, Poggibonsi, 1980.
- Poesie, edizione privata, Milano 1981.
- Le rime petrose, edizione privata, 1983.
- Le satire della Ripa, presentazione di Michele Pierri, testimonianza di Giacinto Spagnoletti, disegno di Delia Fischetti, Laboratorio Arti Visive, Taranto, 1983.
- Le più belle poesie, edizione privata, 1983.
- La Terra Santa, Scheiwiller, Milano, 1984.
- La Terra Santa e altre poesie, introduzione di Giacinto Spagnoletti, Lacaita, Manduria 1984. I Testi, n. 7.
- L'altra verità. Diario di una diversa, prefazione di Giorgio Manganelli, Libri Scheiwiller, Milano, 1986. Prosa, n. 2.
- Fogli bianchi. 23 inediti, con una nota di Elio Bartolini, Biblioteca Bartolini, Biblioteca Cominiana, Cittadella 1987.
- Testamento, a cura di Giovanni Raboni, Crocetti Editore,Milano 1988. Aryballos, n. 13.
- Delirio amoroso, nota di Ambrogio Borsani, il melangolo, Genova 1989. Opuscola, n. 30.
- Le pietre, autoedizione, Milano 1989.
- Balocchi e poesie, Tommaso Spaini, Belgioioso 1991.
- Canzone dell'amore spento, Tommaso Spaini, Belgioioso 1991.
- Il tormento delle figure, il melangolo, Genova 1990. Nugae, n. 6, 1989.
- Delirio amoroso, il melangolo, Genova, 1990.
- Le parole di Alda Merini, a cura di Guido Spaini e Antonella Baldi, Stampa Alternativa, Roma, 1991. Millelire.
- Valzer, Tommaso Spaini, Belgioioso 1991.
- Vuoto d'amore, a cura di Maria Corti, Einaudi, Torino 1991. Collezione di Poesia, n. 224. Torino, Einaudi, 1991.
- 5 poesie, Biblioteca Comunale, Mariano Comense 1992.
- Aforismi, con una nota di Angelo Gaccione, Nuove Scritture, Milano 1992.
- Cinque poesie, Mariano Comense, Biblioteca Comunale, 1992.
- Ipotenusa d'amore, con quattro disegni di Massimo O.Geranio, La Vita Felice, Milano 1992.
- La vita facile. Aforismi, disegni di Alberto Casiraghi, Pulcinoelefante, Osnago 1992.
- La palude di Manganelli o il monarca del re, con cinque disegni di Marco Carnà, La Vita Felice, Milano 1992.
- La vita felice: aforismi, Osnago, Pulcinoelefante, 1992.
- La vita più facile: Aforismi, Osnago, Pulcinoelefante, 1992.
- La presenza di Orfeo (Paura di Dio, Nozze Romane, Tu sei Pietro), Milano, Scheiwiller, 1993.
- Le zolle d'acqua. Il mio naviglio, a cura di Luigi Maino, Montedit, Cernusco sul Naviglio (Milano), 1993.
- Rime dantesche, Divulga, Crema, 1993.
- Se gli angeli sono inquieti. Aforismi, con Alberto Casiraghi, Shakespeare and Company, Magreglio 1993.
- Titano amori intorno, Milano, La Vita Felice, 1993. Labirinti, n. 1.
- Ulisse. Poesie, con Luisa Agostino e Daniela Pazza, con quattro disegni di Marco Carnà, Divulga, Crema 1993.
- 25 poesie autografe, La città del sole, Torino 1994.
- Reato di vita. Autobiografia e poesia, Milano, Melusine, 1994.
- Il fantasma e l'amore. Un monologo, tre poesie e... , La Vita Felice, Milano 1994.
- Lettera ai figli a cura di Michelangelo Camelliti, LietoColle, Faloppio 1994. Lettera n. 2.
- Reato di vita. Autobiografia e poesia, a cura di Luisella Veroli, Melusine, Milano 1994.
- Ballate non pagate a cura di Laura Alunno, Einaudi, Torino 1995. Collezione di Poesia, n. 252.
- Delirio amoroso. Un monologo di Licia Maglietta su testi di Alda Merini, Dante & Descartes, Napoli 1995.
- Doppio bacio mortale, Lietocolle, Faloppio 1995; 2005; 2010. Aretusa.
- La pazza della porta accanto, a cura di Guido Spaini e Chicca Gagliardo, Bompiani, Milano 1995. I grandi Tascabili, n. 375.
- Lettera a Maurizio Costanzo, LietoColle, Faloppio 1995. Lettera n. 10.
- Sogno e poesia, La Vita Felice, Milano 1995. Carte d'Artista.
- La terra Santa. 1980-1987 (contiene Destinati a morire, La Terra Santa, Le Satire della Ripa, Le rime petrose, Fogli bianchi), Libri Scheiwiller, Milano 1996. Poesia, n. 60.
- La vita facile. Sillabario, a cura di Guido Spaini e Chicca Gagliardo, Bompiani, Milano 1996. I Grandi Tascabili, n. 499.
- Refusi, Vittorio Zanetto, Montichiari 1996. Collana Letteraria.
- Un'anima indocile. Parole e poesie, La Vita Felice, Milano 1996; 2006. Labirinti, n. 12.
- Aforismi, Milano, Pulcinoelefante, 1996.
- La pazza della porta accanto, Milano, Mondadori, 1996.
- La Terra Santa: (Destinati a morire, La Terra Santa, Le satire della Ripa, Le rime petrose, Fogli bianchi) 1980-987, Milano, Scheiwiller, 1996.
- Un poeta rimanga sempre solo, Scheiwiller, Milano 1996.
- Immagini a voce, Motorola, 1996[36]
- Aforismi, a cura di Roberto Bernasconi e Cesare dell'Orto, Pulcinoelefante, Osnago 1997.
- Il dono. Due poesie e una incisione all'acquaforte, edizioni dell'Ariete, Crema 1997.
- Ape Regina, testi di Alda Merini e musiche di Andrea Donati, Amiata Records, ARNR 2597, Firenze 1997.
- L'altra verità. Diario di una diversa, Milano, Rizzoli, 1997.
- La volpe e il sipario. Poesie d'amore, Legnago, Girardi, 1997. ISBN 88-17-86471-4
- Le più belle poesie di Alda Merini, Milano, La Vita Felice, 1997.
- Curva di fuga, incisioni di Giovanni Bonaldi, introduzione di Roberto Sanesi, la copertina in pergamena contiene 14 quartini di cm. 44x31, edizione numerata dalle edizioni dell'Ariete, Crema 1997.
- Orazioni piccole, Edizioni dell'Ariete, Crema 1997.
- Ringrazio sempre chi mi dà ragione. Aforismi, Viterbo, foto di Giuliano Grittini, Stampa Alternativa, Roma 1997.
- Salmi della gelosia, con disegni di Giovanni Bonaldi, edizioni dell'Ariete, Crema 1997.
- Certificazioni d'esistenza, con due incisioni di Giovanni Bonaldi, testi critici di Riccardo Barletta e Lucio Del Pezzo, edito e numerato dall'artista, copertina di metallo cm.16x22, foglio disteso cm. 22x120, Milano 1997.
- 57 poesie, Milano, Mondadori, 1998.
- Alda Merini & Enrico Baj. quattro poesie inedite, Giorgio Upiglio Grafica Uno, Milano 1998.
- Eternamente vivo, L'Incisione, Corbetta 1998.
- Favole, Orazioni, Salmi, scritti raccolti da Emiliano Scalvini, immagini di Gabriele Bellagente, La Libraria, Soncino 1998.
- Fiore di poesia (1951-1997) (a cura di Maria Corti), Torino, Einaudi, 1998, Tascabili, n. 519. ISBN 88-06-17377-4
- Ladri di destini, con un'incisione di Agostino Arrivabene, edizioni dell'Ariete, Crema 1998.
- Lettere a un racconto. Prose lunghe e brevi, a cura di Bruno Pedretti, con una nota di Benedetta Centovalli, Rizzoli, Milano 1998. Piccola biblioteca La Scala.
- Aforismi e magie, disegni di Alberto Casiraghi, Rizzoli, Milano 1999.
- Figli e addii, F. Soldini, Novazzano 1999. Le Carte di Calliope, n. 12.
- Il ladro Giuseppe. Racconti degli anni Sessanta, Libri Scheiwiller, Milano 1999. Prosa n. 64.
- La poesia luogo del nulla. Poesia e parole con Chicca Gagliardo e Guido Spaini, Piero Manni, Lecce 1999. Pretesti n. 65.[37]
- L'uovo di Saffo. Alda Merini e Enrico Baj, Proposte d'Arte Colophon, Belluno 1999.
- L'intima morte della parola, Manni, Lecce 1999.
- Le ceneri di Dante: con una bugia sulle ceneri, Osnago, Pulcinoelefante, 1999.
- 21 febbraio, un'incisione con intervento tattile di Giovanni Bonaldi, foglio cm. 20x27, edizioni Pulcinoelefante, Osnago 1999.
- Vacanze 1999, Ballabo Clift, Torino 1999.
- L'anima innamorata, Frassinelli, Milano 2000; con disegni di Alberto Casiraghi, 2007. I Libri di Arnoldo Mosca Mondadori.
- Sogno e poesia, L'incisione, Milano 2000.
- Splenduisti et vocasti, con un'incisione di Bonaldi Giovanni, edizioni Il dodecaedro di Leonardo, Milano 2000.
- Superba è la notte, a cura di Ambrogio Borsani, Einaudi, Torino. Collezione di Poesia, n. 286.
- Due epitaffi e un testamento, Osnago, Pulcinoelefante, 2000.
- Vanità amorose, Sottoscala, Bellinzona 2000. Narcisi, n. 1.
- Vanni aveva mani lievi, Nino Aragno, Torino 2000.
- Le poesie di Alda Merini, Milano, La Vita Felice, 2000.
- Tre aforismi, Osnago, Pulcinoelefante, 2000.
- Amore, Osnago, Pulcinoelefante, 2000.
- Corpo d'amore. Un incontro con Gesù, prefazione di Gianfranco Ravasi, cura iconografica di Luca Pignatella, Frassinelli, Milano 2001.
- Requiem, LietoColle, Faloppio 2001. Quaderni n. 6.
- Amore di carta, con cinque incisioni di Giovanni Bonaldi, tiratura numerata e firmata in quaranta esemplari, edizioni Lo Sciamano, Milano 2002.
- Folle, folle, folle d'amore per te. Poesie per giovani innamorati, a cura di Daniela Gamba, con un pensiero di Roberto Vecchioni, Salani, Milano 2002.
- Gufo, Fabrizio Mugnaini per Luna e Gufo, Scandicci 2002.
- Il maglio del poeta, prefazione di Giorgio Patrizi, Manni, Lecce 2002. Pretesti, n. 147.
- Magnificat. Un incontro con Maria, Frassinelli, Milano 2002. I Libri di Arnoldo Mosca Mondadori.
- Maledizioni d'amore, Acquaviva delle Fonti, Acquaviva, 2002. ISBN 88-88722-14-9[38]
- Il paradiso, Osnago, Pulcinoelefante, 2002.
- Anima, Osnago, Pulcinoelefante, 2002.
- Ora che vedi Dio, Osnago, Pulcinoelefante, 2002.
- Un aforisma, Osnago, Pulcinoelefante, 2002.
- La vita, Osnago, Pulcinoelefante, 2002.
- Una poesia, Osnago, Pulcinoelefante, 2002.
- Invettive d'amore e altri versi, Torino, Einaudi, 2002.
- Oggi come ieri, a cura di Mariella Mischi e Roberto Crimeni, Dialogo Libri, Olgiate Comasco 2002.
- Clinica dell'abbandono, a cura di Giovanna Rosadini, introduzione di Ambrogio Borsani e con uno scritto di Vincenzo Mollica (versione con videocassetta VHS), Einaudi, Torino 2003, Stile Libero; a cura di Giovanni Rosadini, introduzione di Ambrogio Borsani, Einaudi, Torino 2004. Collezione di poesia n. 329.
- Des Cartes (Descartes), con uno scritto di Camillo de Piaz, immagini di William Xerra, fotografie di Giuliano Grittini e Prospero Crovedi, Vicolo del Pavone, Piacenza 2003.
- Dopo tutto anche tu, a cura di Angelo Guarnieri, San Marco dei Giustiniani, Genova 2003. Quaderni del Tempo, n. 18.
- La carne degli angeli, Frassinelli, Milano 2003; con venti opere inedite di Mimmo Paladino, 2007. I Libri di Arnoldo Mosca Mondadori.
- Più bella della poesia è stata la mia vita, Torino, Einaudi, 2003.
- Delirio Amoroso, Genova, Il Nuovo Melangolo, 2003.
- Alla tua salute, amore mio: poesie, aforismi, Acquaviva delle Fonti, Acquaviva delle Fonti, 2003[39]
- Poema di Pasqua, Acquaviva delle Fonti, Acquaviva, 2003.
- Il mascalzone veronese, Acquaviva delle Fonti, Acquaviva, 2003 ISBN 88-88722-13-0[40]
- Lettere d'amore di due poetesse, con Mariella mischi, Dialogo libri, Olgiate Comasco 2003.
- Writing-in-children, LietoColle, Faloppio 2003. Lettera.
- "El Nobel", con acquaforte di Alberto Casiraghy, N. 23 della collana "Fiori di Torchio", stampato in 100 esemplari, Seregn de la memoria, Seregno, settembre 2003.
- Carro d'amore, Lo Sciamano, Milano 2004.
- Le briglie d'oro. Poesie per Marina 1984-2004, a cura di Marina Bignotti, Libri Scheiwiller, Milano 2004. Poesia, n. 82.
- Lettere ai bambini, LietoColle, Faloppio 2004. Lettera.
- El Disaster, Acquaviva delle Fonti, Acquaviva, 2004.
- La volpe e il sipario. Poesie d'amore, Milano, Rizzoli, 2004.
- La voce di Alda Merini. La dismisura dell'anima. Audiolibro. CD audio. Milano, Crocetti, 2004.
- Poema della Croce, con cinque acqueforti di Sandro Chia, Prefazione di Gianfranco Ravasi, Frassinelli, Milano 2004. I Libri di Arnoldo Mosca Mondadori. Frassinelli, 2004.
- Sono nata il 21 a primavera, Milva canta Merini, Milano, Nar international, 2004.
- Poema della croce, Alda Merini e Giovanni Nuti, Milano, Sagapò, 2005.
- Amleto di carta, Quaderni di Orfeo, Milano 2005.
- Il diavolo è rosso, Il ragazzo innocuo, Milano 2005.
- Nel cerchio di un pensiero. (Teatro per sola voce), Crocetti, Milano 2005, Aryballos, n. 39.
- Sono nata il ventuno a primavera. Diario e nuove poesie, a cura di Pietro Manni, Manni, Lecce 2005. Pretesti, n. 225.
- Uomini miei. Brandelli di un'autobiografia sentimentale, disegni di Alberto Casiraghi, Frassinelli, Milano 2005. I Libri di Arnoldo Mosca Mondadori, Milano, Frassinelli, 2005.
- Il Tavor, Acquaviva delle Fonti, Acquaviva, 2005 ISBN 88-7877-033-7[41]
- La presenza di Orfeo - La Terra Santa, Milano, Scheiwiller, 2005.
- Io dormo sola, Acquaviva delle Fonti, Acquaviva, 2005 ISBN 88-7877-030-2[42]
- Figli e poesie, Acquaviva delle Fonti, Acquaviva, 2005. ISBN 88-7877-025-6[43]
- Alda & io  - Alda Merini e Sabatino Scia, (Graus Editore, 2006)
- La famosa altra verità, Acquaviva delle Fonti, Acquaviva, 2006.
- L'altra verità diario di una diversa, Milano, Rizzoli, 2006.
- Un segreto andare, Alberto Tallone Editore, Alpignano, 2006.
- Lettere di Pasolini, Acquaviva delle Fonti, Acquaviva, 2006.[44]
- Cantico dei Vangeli, disegni di Elvio Marchionni, Frassinelli, Milano 2006. I Libri di Arnoldo Mosca Mondadori.
- Il tempo di una sigaretta, Terre Sommerse, 2006 intervista di Niccolò Carosi.
- Canto Milano, Manni, Lecce 2007. Pretesti, n. 308.[45]
- Colpe di immagini. vita di un poeta nelle fotografie di Giuliano Crittini, Introduzione di Alba donati, Rizzoli, Milano 2007.
- Francesco. Canto di una creatura, prefazione di Gianfranco Ravasi, Frassinelli, Milano 2007. I Libri di Arnoldo Mosca Mondadori. Frassinelli, 2007.
- La magia delle mani, fotografie di Giuliano Grittini, La Vita Felice, Milano 2007.
- Favoleggiamo - Alda Merini e Sabatino Scia, Ugo Mursia Editore, 2010.
- La nera novella. (Umorismo nero), Rizzoli, Milano 2007.
- Rasoi di seta. Giovanni Nuti canta Alda Merini, Sagapò (s.l.), 2007.
- Antenate bestie da manicomio, Manni, Lecce 2008. ISBN 88-6266-085-5[46]
- Mistica d'amore, Frassinelli, Milano 2008. Poesie, n. 16.
- Lettere al dottor G, prefazione di Arnoldo Mosca Mondadori. Frassinelli, 2008.
- Sonetti d'amore e angeliche pene, LietoColle, Faloppio 2008.
- Canzoni «'a guapparia», Gli amici, edizione privata, Taranto 2009.
- Padre mio, Frassinelli, 2009.
- Come polvere o vento, introduzione di Giulio Ferroni, Manni, Lecce 2009. Pretesti, n. 384.
- Eroticamente. Passione e riflessioni, LietoColle, Faloppio 2009.
- Il carnevale della croce. Poesie religiose. Poesie d'amore, a cura di Ambrogio Borsani, Einaudi, Torino 2009. Collezione di Poesia, n. 381.
- Le madri non cercano il paradiso, Albatros, Roma 2009.
- Padre mio, Frassinelli, Milano 2009. Poesie, n. 17.
- I poeti lavorano di notte, Trieste, FrancoPuzzoEditore, 2009, ISBN 978-88-88475-31-8. Premio Internazionale Trieste Poesia 2009
- Elettroshock. parole, poesie, racconti, aforismi, foto, Stampa Alternativa - Nuovi Equilibri, Viterbo 2010.
- Nuove magie: aforismi inediti 2007-2009, Rizzoli, Milano 2010.
- Una piccola ape furibonda, Giovanni Nuti canta Alda Merini, Milano, Sgapò, 2010.
- Il suono dell'ombra. Poesie e prose 1953-2009, a cura di Ambrogio Borsani, Mondadori, Milano, 2010.
- Il Volto, Poesia di Alda Merini, acquerelli di Ugo Giletta. Stampato in 33 copie, edizione 3748. Giugno 2000. Edizioni Pulcinoelefante, Osnago, (Milano)
- Perché, Poesia di Alda Merini, acquerello di Ugo Giletta. Stampato in 33 copie, edizione 7247. Aprile 2008. Edizioni Pulcinoelefante, Osnago (Milano)
- Tracce, tre poesie inedite di Alda Merini, tre acquerelli, una tempera e un disegno di Ugo Giletta. Stampato in 35 esemplari numerati da 1/35 a 35/35 e 20 in numeri romani numerati da I/XX a XX/XX più una prova d’artista. Tutti gli esemplari firmati dagli autori. Dimensioni in cm: 28x38,5x4,7. Novembre 2002. Edizioni Canopo, Prato.
- Il Sigillo della poesia - La vita e le opere, San Cesario di Lecce, Piero Manni s.r.l., 2013.
- L'altra faccia della luce. Favole inquiete - Alda Merini e Sabatino Scia (Europa Edizioni, 2018)
- Confusione di stelle, a cura di Riccardo Redivo e Ornella Spagnulo, Einaudi, 2019
- "Non ho bisogno di denaro"- Alda Merini

## Teatro
- Dedicato ad Alda Merini, scritto e diretto da Ivana Ferri, con Lucilla Giagnoni.[47]
- Habitat per Alda (2011): recital-concerto con testi di Alda Merini. Con Raffaella Tomellini, Roberto Regis, Paolo Franciscone, Maurizio Bucca, Silvia Bosurgi.[48]
- Avventuriera dell'anima di e con Margherita Stevanato.
- Ci sono notti che non accadono mai (2013): concerto-poetico creato in occasione dell'uscita del primo graphic novel dedicato ad Alda Merini, scritto e disegnato dall'illustratrice Silvia Rocchi per le Edizioni BeccoGiallo. Con Vasco Mirandola e Bottega Baltazar.[49]

## Onorificenze
Il 18 marzo 2002 è stata insignita del Sigillo longobardo, onorificenza assegnata ogni anno dal Consiglio regionale della Lombardia nell'ambito della tradizionale Festa dello Statuto.
Premio Viareggio, poesia, 1996.
"Targa Paolo Volponi", a Bologna, nel settembre 1997, promossa dalla Casa dei pensieri..
In più occasioni è stata avanzata la sua candidatura al premio Nobel per la letteratura.

## Influenza culturale
Nel 2024 le è stato dedicato un film per la televisione di tipo biografico intitolato Folle d'amore - Alda Merini, diretto da Roberto Faenza, liberamente ispirato al libro Perché ti ho perduto di Vincenza Alfano, nel quale la poetessa italiana è stata interpretata come adolescente da Sofia D'Elia, come giovane donna da Rosa Diletta Rossi e come donna matura da Laura Morante.